# Национальный аэропорт «Минск» (платформа)
Национа́льный аэропо́рт «Минск» (бел. Нацыянальны аэрапорт «Мінск») — бывший железнодорожный остановочный пункт Минского отделения Белорусской железной дороги на участке Национальный аэропорт «Минск» — Смолевичи. Территориально находился в пределах станции Шеметово, которая работает при Национальном аэропорте «Минск» (Минск-2).

## История
Железнодорожная ветка от Смолевичей до станции Шеметово была возведена во второй половине 1970-х годов для подвоза стройматериалов к стройплощадке аэропорта Минск-2, строительство которого началось в 1977 году.
В середине 2014 года началось возведение остановочного пункта для обслуживания пассажиров, следующих к аэровокзалу.
7 ноября 2014 года Белорусская железная дорога открыла пассажирское железнодорожное сообщение с Национальным аэропортом «Минск» (Минск-2). Железнодорожный маршрут начинался от станции Минск-Пассажирский (вокзал), далее следовал до станции Смолевичи, где после смены кабины машинистом следовал до аэропорта. Длина маршрута в одну сторону составила 65 километров, которые дизель-поезд преодолевал за 70 минут. Изначально планировалось, что на поезд до аэропорта смогут пересаживаться пассажиры с поездов оршанского направления. Линию обслуживал дизель-поезд ДП3, который совершал по пять рейсов в сутки и стоил несколько дешевле автобуса от автовокзала «Центральный».
26 марта 2015 года был подписан указ № 137, согласно которому до 2019 года в Национальном аэропорту должна быть построена вторая ВПП за счёт средств республиканского бюджета, ресурсов Минтранса и Департамента по авиации, собственных средств РУП «Национальный аэропорт Минск». Строительство началось в октябре 2016 года, завершить работы собирались к ноябрю 2018 года. Так как новая полоса проходила по территории железнодорожного остановочного пункта, то с 7 апреля 2017 года движение дизель-поездов прекратилось на неопределённое время, а сам остановочный пункт был демонтирован. Первоначально планировалось укоротить маршрут по близлежащей станции Шеметово и перенести туда пересадку с дизель-поезда на автобус, но в итоге принято решение отменить поезд совсем.
Согласно действующим планам, в будущем остановочный пункт будет восстановлен на новом месте и на новой железнодорожной линии, строительство и оснащение которой оценивается в $150 млн. Маршрут аэроэкспресса до здания аэропорта «Минск» пройдет по существующей железнодорожной ветке в направлении Москвы до станции Городище, откуда предстоит построить 18-ти километровый участок пути непосредственно до аэропорта. Изначально, проект должен был быть реализован в 2020—2021 годы, однако в настоящее время сроки строительства и введения в эксплуатацию неизвестны.

## Устройство станции
Остановочный пункт представлял собой неэлектрифицированный однопутный тупик, где была расположена кросс-платформенная остановка совместная с автобусами, которые подвозили пассажиров от платформы к пассажирскому терминалу аэропорта, который располагался в 500—600 метрах от платформы дизель-поездов.